# Téglás
Téglás è una città dell'Ungheria di 6.385 abitanti (dati 2001). È situata nella contea di Hajdú-Bihar.